# Teratoscincus przewalskii
Teratoscincus przewalskii — вид ящірок родини Sphaerodactylidae. Один із 9 видів роду сцинкових геконів (Teratoscincus).. Ендемік Центральної Азії. Мешканець піщаних пустель.

## Етимологія
Наукова назва роду походить від грец. teras = «диво, чудовисько» та skiggos (scincus) = назва сцинкової ящірки з аналогічною рибоподібною лускою на тілі.
Вид названий на честь М. М. Пржевальського (1839—1888), російського мандрівника і натураліста, дослідника Центральної Азії.
Назва на інших мовах: Przewalski's Wonder Gecko (англ.; дослівно «диво-гекон Пржевальського»); Przewalskiis Wundergecko (нім.; дослівно «диво-гекон Пржевальського»); сцинковый геккон Пржевальського (рос.).

## Опис
Невелика ящірка завдовжки (L.+ L.cd.) до 18 см. Довжина тіла від кінчика морди до клоаки (L.) у дорослих самців і самиць не відрізняється і може сягати 93 мм. Хвіст (L.cd.) короткий, може бути вдвічі коротшим за довжину тулуба з головою: відношення  L./L.cd. становить 1,06—2,12. Хвіст м'ясистий, круглий при основі й стиснутий з боків, дуже ламкий, здатний до регенерації; відкинутий хвіст звиваючись видає гучний шарудливий звук.  Тулуб трохи приплюснутий. Голова велика, широка і висока. Очі великі, витрішкуваті, з вертикальними зіницями з рівними краями. Вушний отвір великий, овальний. Кінцівки відносно короткі. Пальці прямі, вкриті знизу дуже дрібними шипуватими лусочками, а по боках бахромою з довгих конічних зігнутих лусок; кінці пальців не розширені.

### Лускатий покрив
Тулуб зверху і знизу вкритий одноманітною рибоподібною лускою, заокругленою на задньому кінці, що налягає одна на одну. Спинні горбки відсутні. На верхній поверхні хвоста тягнеться подовжній ряд великих нігтьоподібних гладеньких черепицеподібних лусок; хвостові сегменти не виражені. Вся луска тоненька, тендітна і напівпрозора (парафіноподібна), дуже швидко ушкоджується. Аналогічною лускою вкриті  кінцівки, за виключенням задньої поверхні стегон, вкритих дрібною опуклою лускою. Навколо середини тулуба (Sq.) 31—38 лусок. Стегнові та анальні пори відсутні.
Голова вкрита дрібнішою більш-менш багатокутною лускою, трохи збільшеною на морді. Горлова луска дрібна, слабоопукла. Міжщелепний щиток великий, трапецієподібний. Верхньогубних щитків 9—13, нижньогубних — 7—12. Нижньоносовий щиток 1. Нижньощелепних щитків 2—3, рідко 1.

### Забарвлення
Основний фон забарвлення дорослих особин зверху охристо-сірий, молодих — охристо-жовтуватий, яскравіший у передній частині тулуба. На тулубі і хвості у молодих ящірок є широкі чіткі поперечні бурі або чорні смуги, які з віком тьмяніють. На спині 5—6 смуг, на хвості — 5, на боках вони розмиті. Найбільш помітною з них є смуга між плечами, на шиї смуга дугоподібно зігнута. На потилиці розташовані кілька темних плям, подібні плями є також на верхньогубних щитках. Нижня частина тулуба білувата або жовтувата, хвоста — бурувата.

## Поширення
Ендемік Центральної Азії, поширений у Південній Монголії та Китаї (Сіньцзян, Ганьсу, Ней Монгол), зокрема в низьких районах пустелі Гобі, в Такламакані та западині Хамі цієї ж пустелі. Західна межа ареалу проходить по лінії Джунгарська Гобі — оази Хамі і Сачжоу, східна — по західних районах Східно-Гобійського аймака (Монголія).

## Спосіб життя
Населяє переважно піщані ділянки пустелі з розрідженою рослинністю (щільність популяції до 15—20 ос./га, місцями — понад 40 ос./га), але заходить також і на кам'янисту рівнину — гамаду (щільність популяції 1—2 ос./га). Трапляється на висотах від 500 до 2000 м над рівнем моря. Гекони ведуть нічний спосіб життя. Як сховища використовують нори гризунів та свої власні нори. Мають стабільні індивідуальні ділянки. При переслідуванні можуть збиратись на кущі висотою до 80 см. 
Статева зрілість настає у віці 18—20 місяців. Парування відбувається в квітні — травні. Яйця відкладаються в червні. У кладці 1—2 майже кулеподібних яйця в твердій пергаментній оболонці, розміром 16—17 × 15—16 мм. Самиця закопує кладку в пісок на глибину до 30 см, як правило, в основі саксаулу. Молоді тварини з'являються через 65—75 днів.
Живляться переважно комахами (в основному твердокрилими — чорнотілками, хрущами, довгоносиками тощо) та великими павукоподібними (скорпіонами, фалангами). Можуть полювати на дрібних ящірок.

## Охорона
На більшій частині ареалу стан природних популяцій виду залишається більш-менш стабільним. Саме тому він, згідно з Червоним списком МСОП, отримав охоронну категорію «відносно благополучний вид». Але в окремих регіонах спостерігається тенденція до зниження чисельності популяції виду внаслідок локального скорочення середовища існування та неконтрольованої торгівлі цим видом як домашньою твариною. Тому сцинковий гекон Пржевальського перебуває під захистом національного природоохоронного законодавства в Монголії та Китаї. Вид охороняється на території Гобійського біосферного заповідника (Монголія) та кількох природно-заповідних територій Китаю. 

## Практичне значення
Цей вид геконів є традиційним об'єктом міжнародній торгівлі домашніми тваринами, переважно в Китаї для використання в традиційній медицині. Дуже важко розводиться в неволі, тому більшість або всі тварини, які продаються, ймовірно, виловлені в дикій природі.